# Tom Apostol
Tom Mike Apostol (* 20. August 1923 in Helper, Utah; † 8. Mai 2016) war ein US-amerikanischer Mathematiker, der sich mit analytischer Zahlentheorie und Mathematikdidaktik beschäftigte.

## Leben und Wirken
Apostol war der Sohn griechischer Einwanderer in die USA (mit ursprünglichem Namen Apostolopoulos). Er studierte zunächst Chemieingenieurwesen an der University of Washington in Seattle (Bachelor 1944), wechselte dann aber zur Mathematik, machte seinen Master in Seattle 1946 und wurde 1948 an der University of California, Berkeley bei Derrick Henry Lehmer promoviert (A study of Dedekind sums and their generalizations). Seit 1950 (nach Positionen in Berkeley und am MIT 1949 als Moore-Instructor) war er am Caltech, wo er seit Mitte der 1950er Jahre Professor war und 1992 emeritierte. Er war dort später Professor Emeritus.
Neben seinen Arbeiten über analytische Zahlentheorie beschäftigte er sich mit Mathematikdidaktik, war Verfasser mehrerer in den USA bekannter Lehrbücher über Analysis und Lineare Algebra und leitete das „Project Mathematics!“, das mit Videos die elementare Mathematik schulgerecht darstellen will. Für seine Arbeiten mit Mamikon Mnatsakanian (einem armenischen Astrophysiker) zur Visualisierung der Analysis erhielten beide 2008 den Lester Ford Preis. Er war auch an der Video-Einführungs-Vorlesungsreihe über Physik „The Mechanical Universe“ und den entsprechenden Lehrbüchern beteiligt.
Seit 2001 war er Mitglied der griechischen Akademie der Wissenschaften in Athen. 1962 hielt er einen Vortrag auf dem Internationalen Mathematikerkongress in Stockholm (Bohr’s equivalence relation for Dirichlet Series). Er war Fellow der American Mathematical Society.

## Schriften
- Modular Functions and Dirichlet Series in Number Theory, Springer Verlag, 1976, 2. Auflage, Graduate Texts in Mathematics, 1990, ISBN 0-387-90185-X
- Introduction to Analytic Number Theory, Springer-Verlag, 1976, 5. Auflage, Undergraduate Texts in Mathematics, 1998, ISBN 0-387-90163-9
- Mathematical Analysis: A modern approach to advanced calculus, Addison-Wesley 1957, 1974, ISBN 0-201-00288-4
- Calculus, One-Variable Calculus with an Introduction to Linear Algebra, 2 Bände, Blaisdell, 1961, 2. Auflage 1967
- Linear Algebra. A First Course. With applications to differential equations, Wiley 1997
- mit Richard Olenick, David L. Goodstein: The Mechanical Universe: Mechanics and Heat, Advanced Edition, Cambridge University Press 2007, ISBN 0-521-30432-6 (zuerst 1985)
- mit Olenick, Goodstein: Beyond the mechanical universe: from electricity to modern physics, Cambridge University Press 2007
- The Tunnel of Samos, Engineering & Science, Vol. LXVII, Nr. 1, 2004 (PDF) (975 kB)